# Теплодарська міська рада
Теплода́рська міська́ ра́да — орган місцевого самоврядування Теплодарської міської громади, Одеського району Одеської області. Утворена в 1983 році і до 17 липня 2020 року існувала як адміністративно-територіальна одиниця із міста обласного значення.

## Склад ради
Рада складається з 30 депутатів та голови.
- Голова ради: Печерський Леонід Мойсейович
- Секретар ради: Мещеряков Мирослав Іванович

### Керівний склад попередніх скликань
| ПІБ                          | Основні відомості                                                       | Дата обрання | Дата звільнення |
| ---------------------------- | ----------------------------------------------------------------------- | ------------ | --------------- |
| Печерський Леонід Мойсейович | Міський голова, 1939 року народження, освіта вища, безпартійний         | 26.03.2006   | 31.10.2010      |
| Печерський Леонід Мойсейович | Міський голова, 1939 року народження, освіта вища, член Партії регіонів | 31.10.2010   |                 |

Примітка: таблиця складена за даними джерела

### Депутати
За результатами місцевих виборів 2010 року депутатами ради стали:

#### За суб'єктами висування
| Суб'єкт висування                                       | Кількість обраних депутатів | %    |
| ------------------------------------------------------- | --------------------------- | ---- |
| Партія регіонів                                         | 17                          | 56,7 |
| Народна партія                                          | 5                           | 16,7 |
| Соціалістична партія України                            | 3                           | 10   |
| Політична партія «Фронт Змін»                           | 2                           | 6,7  |
| «Партія селян»                                          | 1                           | 3,3  |
| Політична партія Всеукраїнське об'єднання «Батьківщина» | 1                           | 3,3  |
| Політична партія «Громадянська позиція»                 | 1                           | 3,3  |

#### За округами
| № округу                                                | Прізвище, ім'я, по батькові       | Дата визнання обраним | Освіта                    | Партійна приналежність                        | Відомості про обраного депутата                                                    |
| ------------------------------------------------------- | --------------------------------- | --------------------- | ------------------------- | --------------------------------------------- | ---------------------------------------------------------------------------------- |
| Народна Партія                                          |                                   |                       |                           |                                               |                                                                                    |
| б/м                                                     | Бороган Володимир Дмитрович       | 04.11.2010            | Освіта середня            | член Народної партії                          | приватний підприємець                                                              |
| б/м                                                     | Полюк Тетяна Миколаївна           | 04.11.2010            | Освіта вища               | член Народної партії                          | управління праці та соціального захисту населення, голова                          |
| 1                                                       | Цельник Петро Львович             | 04.11.2010            | Освіта вища               | член Народної партії                          | ПП «Стройлідер», голова                                                            |
| 7                                                       | Лаврінов Андрій Миколайович       | 04.11.2010            | Освіта вища               | член Народної партії                          | ТОВ «ЛК Енергомир», технічний директор                                             |
| 10                                                      | Чуйко Олександр Миколайович       | 04.11.2010            | Освіта вища               | член Народної партії                          | Теплодарська центральна міська лікарня, головний лікар                             |
| Партія регіонів                                         |                                   |                       |                           |                                               |                                                                                    |
| б/м                                                     | Алексійчук Олександр Анатолійович | 04.11.2010            | Освіта вища               | член Партії регіонів                          | Одеська обласна організація Партії регіонів, інструктор                            |
| б/м                                                     | Єлісоветський Євген Дмитрович     | 04.11.2010            | Освіта вища               | член Партії регіонів                          | ТОВ «УНАЛ АВС КЕМІКАЛ ІНДАСТРИ», комерційний директор                              |
| б/м                                                     | Дядик В'ячеслав Володимирович     | 04.11.2010            | Освіта вища               | член Партії регіонів                          | пенсіонер                                                                          |
| б/м                                                     | Лазарєв Вадим Васильович          | 04.11.2010            | Освіта вища               | член Партії регіонів                          | ЖБК молодіжний жилий комплекс «Теплий Дім», директор                               |
| б/м                                                     | Алексійчук Ліна Василівна         | 04.11.2010            | Освіта вища               | член Партії регіонів                          | Теплодарська загальноосвітня школа, вчитель                                        |
| б/м                                                     | Черевко Юрій Ілліч                | 04.11.2010            | Освіта середня            | член Партії регіонів                          | ВАТ «Укренергобудмеханізація», начальник Одеської дільниці                         |
| б/м                                                     | Бондаренко Ігор Володимирович     | 04.11.2010            | Освіта вища               | позапартійний                                 | Теплодарський міський відділ ГУМНС України в Одеській області, начальник відділу   |
| б/м                                                     | Пасічник Юрій Васильович          | 04.11.2010            | Освіта вища               | член Партії регіонів                          | приватний підприємець                                                              |
| 2                                                       | Антоненко Павло Іванович          | 04.11.2010            | Освіта вища               | член Партії регіонів                          | пенсіонер                                                                          |
| 4                                                       | Яровий Михайло Михайлович         | 04.11.2010            | Освіта середня спеціальна | член Партії регіонів                          | приватний підприємець                                                              |
| 6                                                       | Кравцов Касімжон Турдалійович     | 04.11.2010            | Освіта незакінчена вища   | член Партії регіонів                          | приватний підприємець                                                              |
| 8                                                       | Сорока Микола Мойсейович          | 04.11.2010            | Освіта середня спеціальна | член Партії регіонів                          | приватний підприємець                                                              |
| 9                                                       | Слободянюк Валерій Вікторович     | 04.11.2010            | Освіта вища               | член Партії регіонів                          | приватний підприємець                                                              |
| 11                                                      | Мещеряков Мирослав Іванович       | 04.11.2010            | Освіта вища               | член Партії регіонів                          | Теплодарська міська рада, секретар                                                 |
| 12                                                      | Трусов Сергій Іванович            | 04.11.2010            | Освіта вища               | член Партії регіонів                          | СП «Вінко ТТЛ», директор                                                           |
| 13                                                      | Ободовський Іван Сергійович       | 04.11.2010            | Освіта незакінчена вища   | член Партії регіонів                          | приватний підприємець «Ободовський Іван Сергійович», директор                      |
| 15                                                      | Радіонов Євгеній Михайлович       | 04.11.2010            | Освіта вища               | член Партії регіонів                          | Теплодарське міське комунальне підприємство, директор                              |
| «Партія селян»                                          |                                   |                       |                           |                                               |                                                                                    |
| 3                                                       | Гризова Лілія Анатоліївна         | 04.11.2010            | Освіта вища               | позапартійна                                  | ТОВ «Асс Медікал», лікар — узіст                                                   |
| Політична партія Всеукраїнське об'єднання «Батьківщина» |                                   |                       |                           |                                               |                                                                                    |
| б/м                                                     | Кучерук Олексій Васильович        | 04.11.2010            | Освіта вища               | член Всеукраїнського об'єднання «Батьківщина» | пенсіонер                                                                          |
| Політична партія «Громадянська позиція»                 |                                   |                       |                           |                                               |                                                                                    |
| 5                                                       | Кізіль Сергій Дмитрович           | 04.11.2010            | Освіта вища               | член Політичної партії «Громадянська позиція» | Теплодарська центральна міська лікарня, завідувач відділення                       |
| Політична партія «Фронт Змін»                           |                                   |                       |                           |                                               |                                                                                    |
| б/м                                                     | Грещук Любов Степанівна           | 04.11.2010            | Освіта вища               | член Політичної партії «Фронт Змін»           | Теплодарська загальноосвітня школа І-ІІІ ст., директор                             |
| б/м                                                     | Бігунов Михайло Михайлович        | 04.11.2010            | Освіта вища               | член Політичної партії «Фронт Змін»           | МПП «ЖДЦ» м . Теплодар, директор                                                   |
| Соціалістична партія України                            |                                   |                       |                           |                                               |                                                                                    |
| б/м                                                     | Гришко Юрій Олексійович           | 04.11.2010            | Освіта вища               | член Соціалістичної партії України            | Українська федерація працівників недержавних служб безпеки, консультант, пенсіонер |
| б/м                                                     | Соборов Сергій Федорович          | 04.11.2010            | Освіта середня            | член Соціалістичної партії України            | приватний підприємець                                                              |
| 14                                                      | Шевченко Олександр Сергійович     | 04.11.2010            | Освіта вища               | позапартійний                                 | ТОВ «Евріка-2», директор                                                           |